# David Marazzi
David Marazzi (* 6. September 1984 in Lausanne) ist ein Schweizer ehemaliger Fussballspieler.

## Karriere
David Marazzi begann seine Fussballkarriere beim FC Lausanne-Sport, wo er von 2001 bis 2003 unter Vertrag stand. Den Durchbruch schaffte er beim FC St. Gallen, bei dem er fünf Jahre in Diensten stand und viele Einsätze in der Super League erhielt. Ab August 2008 spielte er für den FC Aarau. Für ihn absolvierte er über 150 Pflichtspiele und erzielte in der Meisterschaft (ohne Schweizer Cup) zwölf Tore. Ab 2012 war er zudem Assistenztrainer des U-21-Kaders des FC Aarau. Am 23. September 2013 wurde bekannt, dass er zum Schweizer Traditionsverein Servette FC Genève wechselt.
Eine Saison später, im Sommer 2014, wechselte Marazzi zurück zum FC Lausanne-Sport. Mit ihm stieg er in der Saison 2015/2016 in die Super League auf.
Seit Juli 2016 ist Marazzi beim FC Le Mont-sur-Lausanne in der Challenge League unter Vertrag.